# فیلودندرون برگ انجیری
فیلودندرون برگ انجیری(نام علمی: Philodendron bipinnatifidum) نام یک گونه از تیره گل‌شیپوریان است.

## نگارخانه

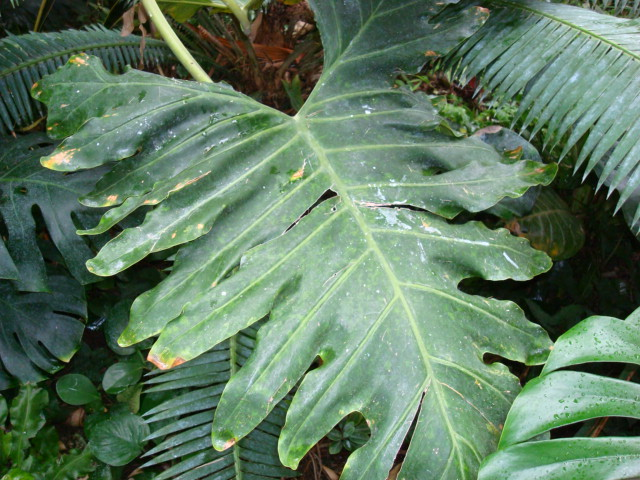
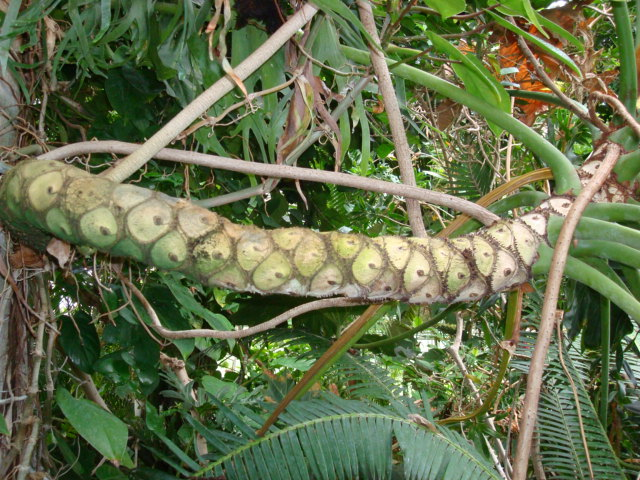